# Korwety typu Contraamiral Eustațiu Sebastian
Korwety typu Contraamiral Eustațiu Sebastian (w kodzie NATO Tetal-II, Modified/Improved Tetal) – seria dwóch korwet marynarki wojennej Rumunii, zbudowanych w Rumunii pod koniec XX wieku. Klasyfikowane pierwotnie jako fregaty.
Okręty mają wyporność około 1500 ton, napędzane są silnikami wysokoprężnymi pozwalającymi na rozwijanie prędkości 23,4 węzła. Ich uzbrojenie stanowi armata uniwersalna kalibru 76 mm AK-176, działka przeciwlotnicze i przeciwrakietowe kalibru 30 mm, wyrzutnie torped i rakietowych bomb głębinowych. Nie są uzbrojone w rakiety. Może na nich bazować śmigłowiec.

## Historia
Rządzący Rumuńską Republiką Ludową komunistyczny dyktator Nicolae Ceaușescu dążył do możliwie dużej samodzielności kraju w ramach bloku wschodniego i rozwijania jego przemysłu, co przejawiało się w uruchomieniu w latach 70. XX wieku programu budowy okrętów własnych projektów zamiast kupowania ich od ZSRR. Okręty wyposażane były jednak nadal w radzieckie systemy uzbrojenia i elektroniki, z braku możliwości opracowania ich samemu ani uzyskania z innych państw. Praktyką ZSRR było natomiast udostępnianie sojusznikom słabszych i mniej nowoczesnych systemów, niż używane przez własną marynarkę. Pierwszymi większymi okrętami zbudowanymi w Rumunii były lekkie fregaty przeznaczone do zwalczania okrętów podwodnych typu Amiral Petre Bărbuneanu, określonego w kodzie NATO jako Tetal, wchodzące do służby od 1983 roku. Ich uzbrojenie składało się tylko z artylerii, torped i rakietowych bomb głębinowych, natomiast ich możliwości w zakresie walki z okrętami podwodnymi ograniczał brak śmigłowca pokładowego. Planowano budowę ośmiu okrętów, lecz ograniczono serię do czterech, oddanych do służby do 1987 roku, na korzyść opracowania ulepszonego typu. Przy zachowaniu podobnego kadłuba i takiego samego układu napędowego, przeprojektowano całkowicie nadbudówki i zastosowano nowsze systemy uzbrojenia. Najistotniejszą zmianą było wyposażenie w lądowisko dla śmigłowca IAR-316B (licencyjny francuski Aérospatiale Alouette III). W kodzie NATO nowe okręty nazwano Modified Tetal (zmodyfikowany Tetal), Improved Tetal (ulepszony Tetal) lub Tetal II. Podobnie jak poprzednie, okręty budowano w stoczni marynarki w Mangalii.
Stępkę pod budowę prototypowego okrętu „Contraamiral Eustațiu Sebastian” (w skrócie „CAm. Sebastian”) położono w 1987 roku. Okręt wodowano 12 kwietnia 1988 roku. Wcielono go do służby według różnych źródeł 7 października lub 30 grudnia 1989 roku. Drugim i ostatnim okrętem był „Contraamiral Horia Macellariu”. Jego budowę wstrzymano w latach 1993–1994 w związku z kryzysem ekonomicznym, po czym wszedł on do służby 29 września 1997 roku. Początkowo okręty klasyfikowane były jako fregaty, a w 2003 roku przeklasyfikowano je na korwety.

## Okręty
| Nazwa okrętu (nr burtowy)             | Położenie stępki | Wodowanie        | Wejście do służby   |
| ------------------------------------- | ---------------- | ---------------- | ------------------- |
| Contraamiral Eustațiu Sebastian (264) | 1987             | 12 kwietnia 1988 | 7 października 1989 |
| Contraamiral Horia Macellariu (265)   | bd.              | 15 maja 1994     | 29 września 1997    |

## Opis

### Opis ogólny i architektura

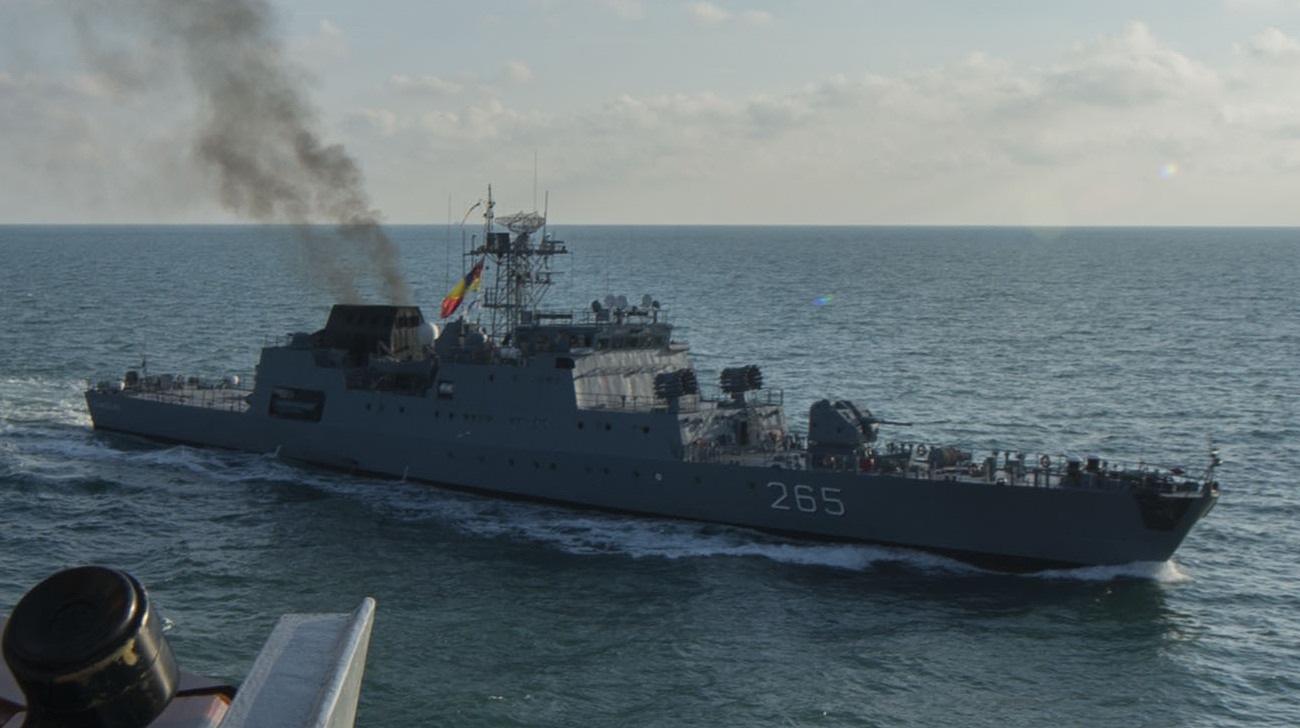
„CAm. Macellariu”, 2016 rok

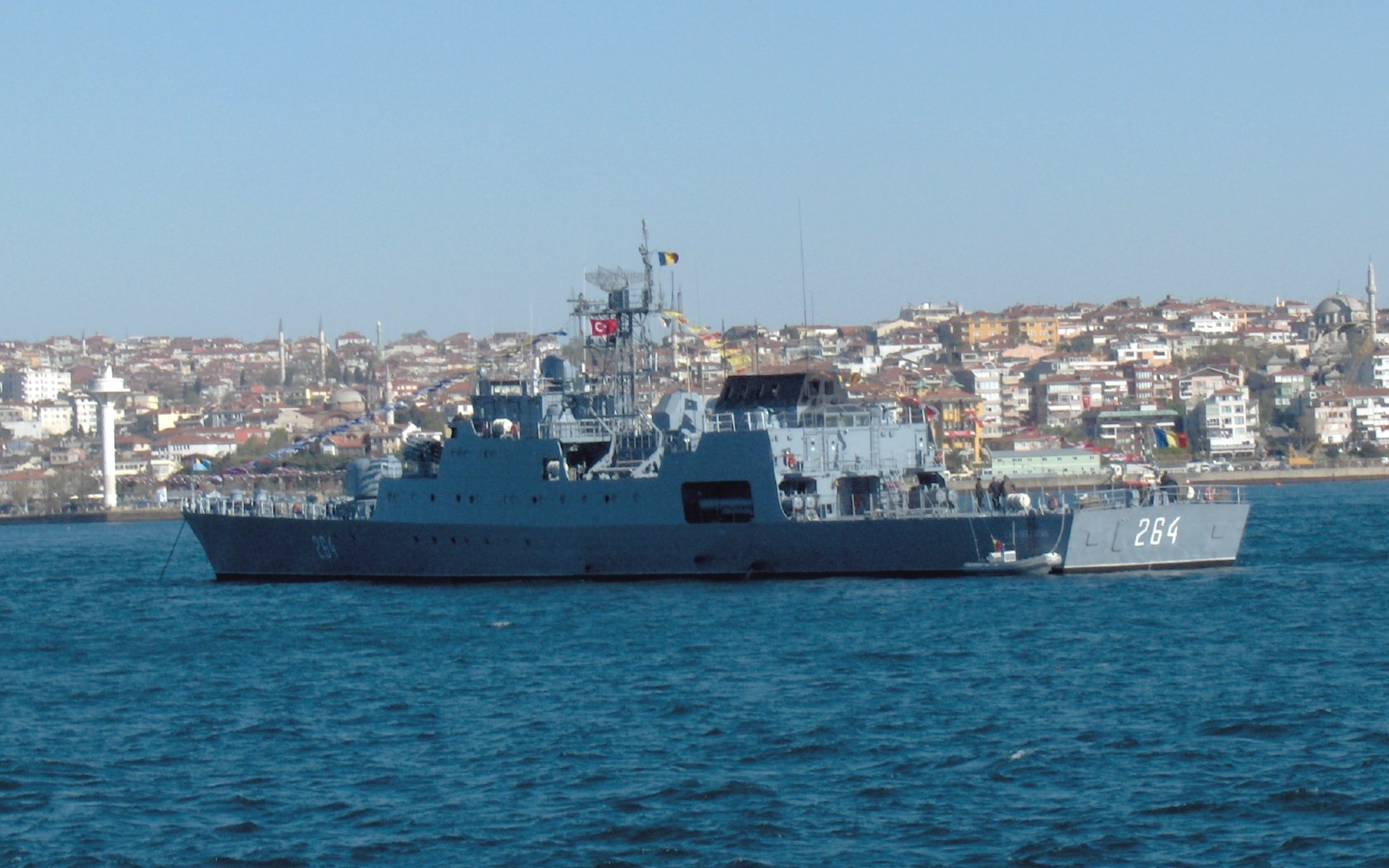
„CAm. Sebastian” w Bosforze, 2007 rok

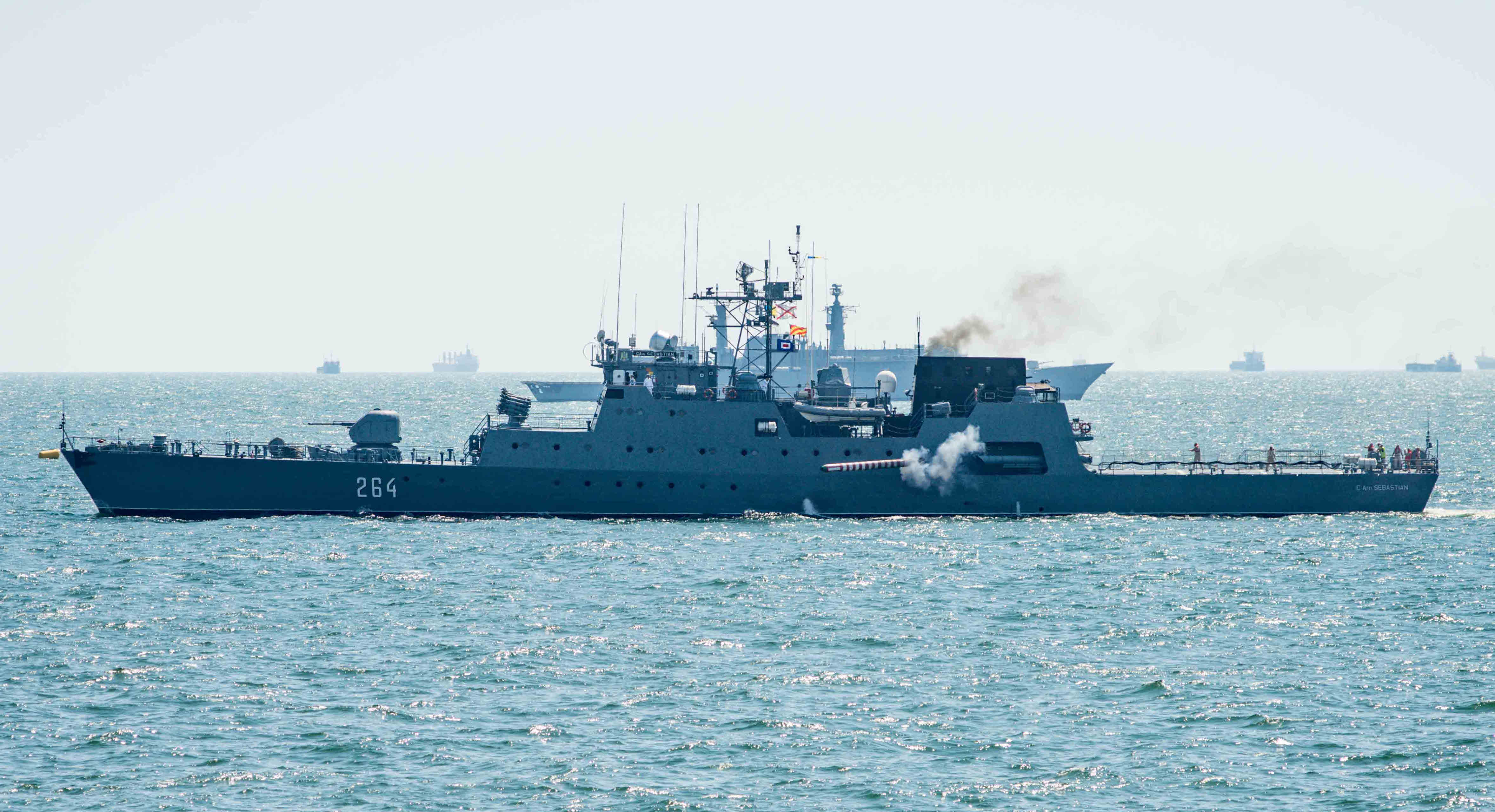
„CAm. Sebastian” odpala torpedę

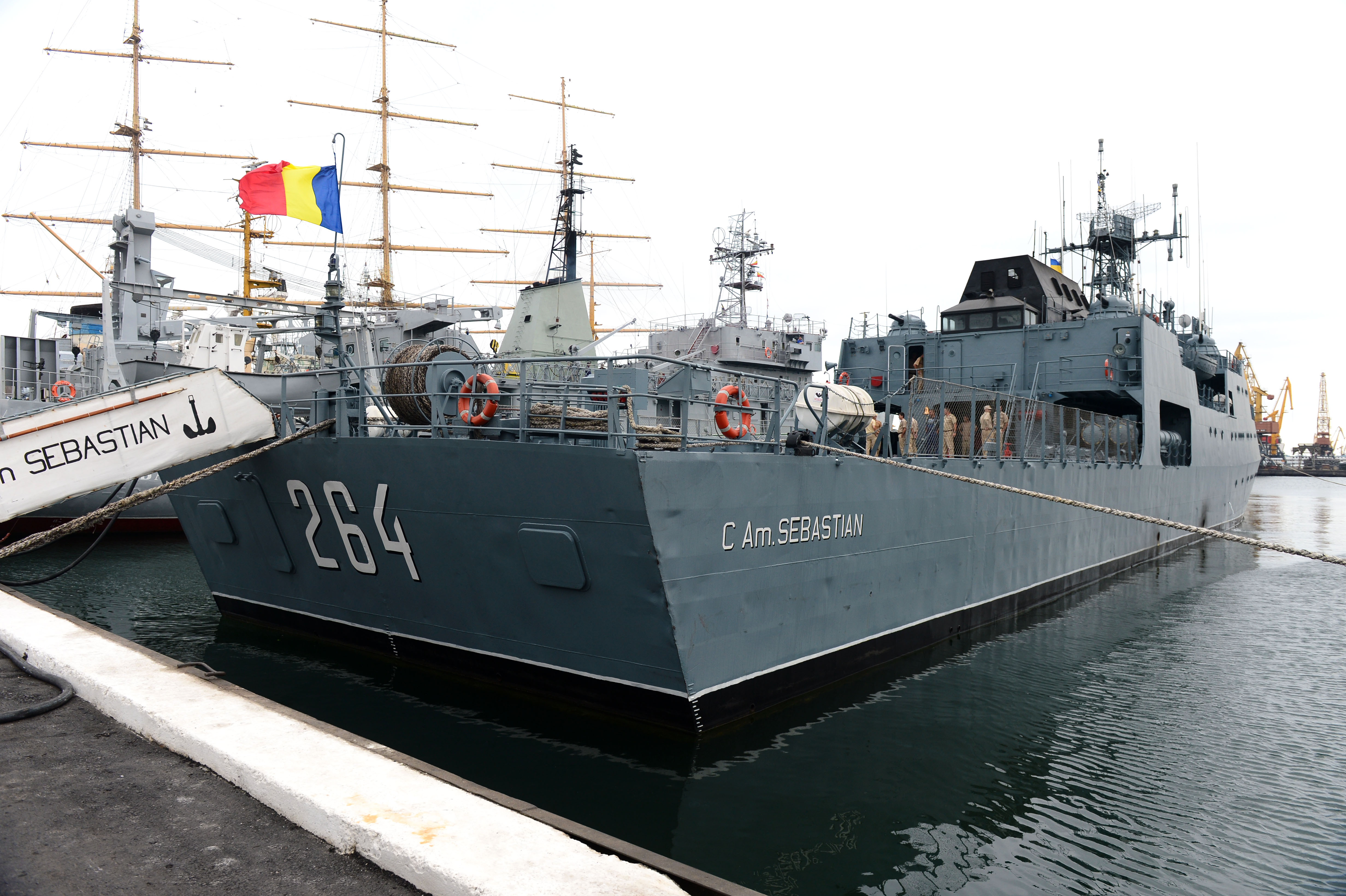
Widok „CAm. Sebastian” od rufy

Okręty mają kadłub gładkopokładowy, z niewielkim wzniosem pokładu w kierunku dziobu. Dziobnica jest prosta o umiarkowanym wychyleniu; dziób silnie się rozchyla ku górze, z zaokrąglonym zakończeniem pokładu w rzucie z góry. Na pokładzie dziobowym umieszczona jest wieża armaty AK-176. Za nią, całe śródokręcie zajmuje nadbudowa, której prawie pionowe ściany stanowią przedłużenie burt. Na piętrze w jej przedniej części umieszczone są wyrzutnie rakietowych bomb głębinowych, a dalej nadbudowa wznosi się na wysokość drugiej kondygnacji i stanowi podstawę nadbudówki dziobowej z oszklonym pomostem dowodzenia. Za nadbudówką blisko środka długości okrętów znajduje się pojedynczy maszt kratownicowy, a dalej, w rufowej części śródokręcia szeroki niski komin o prostokątnym przekroju, który kryje wyloty spalin z silników. Zastosowanie komina oraz forma nadbudowy zdecydowanie odróżnia okręty od wcześniejszych korwet typu Tetal, które miały klasyczne wąskie piętrowe nadbudówki i wyloty spalin w burtach. Po bokach komina na pokładzie górnym umieszczone są obrotowe wyrzutnie torpedowe, w wycięciach nadbudowy. Cały pokład rufowy, prostokątny w obrysie z góry, sięgający na około ¼ długości okrętu, zajmuje lądowisko dla śmigłowca i urządzenia cumownicze w skrajnej rufowej części. Rufa jest pawężowa. Okręty nie mają gruszki dziobowej, a przy prędkości maksymalnej generują wysokie fale w części dziobowej, co uważane jest za objaw niedopracowanych linii kadłuba.
W literaturze spotyka się różne dane co do wyporności, w tym wyporność standardową 1480 ton i pełną od 1500 do 1800 ton. Długość całkowita wynosi 92,34 m, szerokość 11,41 m, a zanurzenie 3,16 m.
Załoga okrętów według marynarki rumuńskiej liczy 91 osób. W literaturze spotyka się także inne dane, jak 77, 85 lub 95 ludzi

### Uzbrojenie

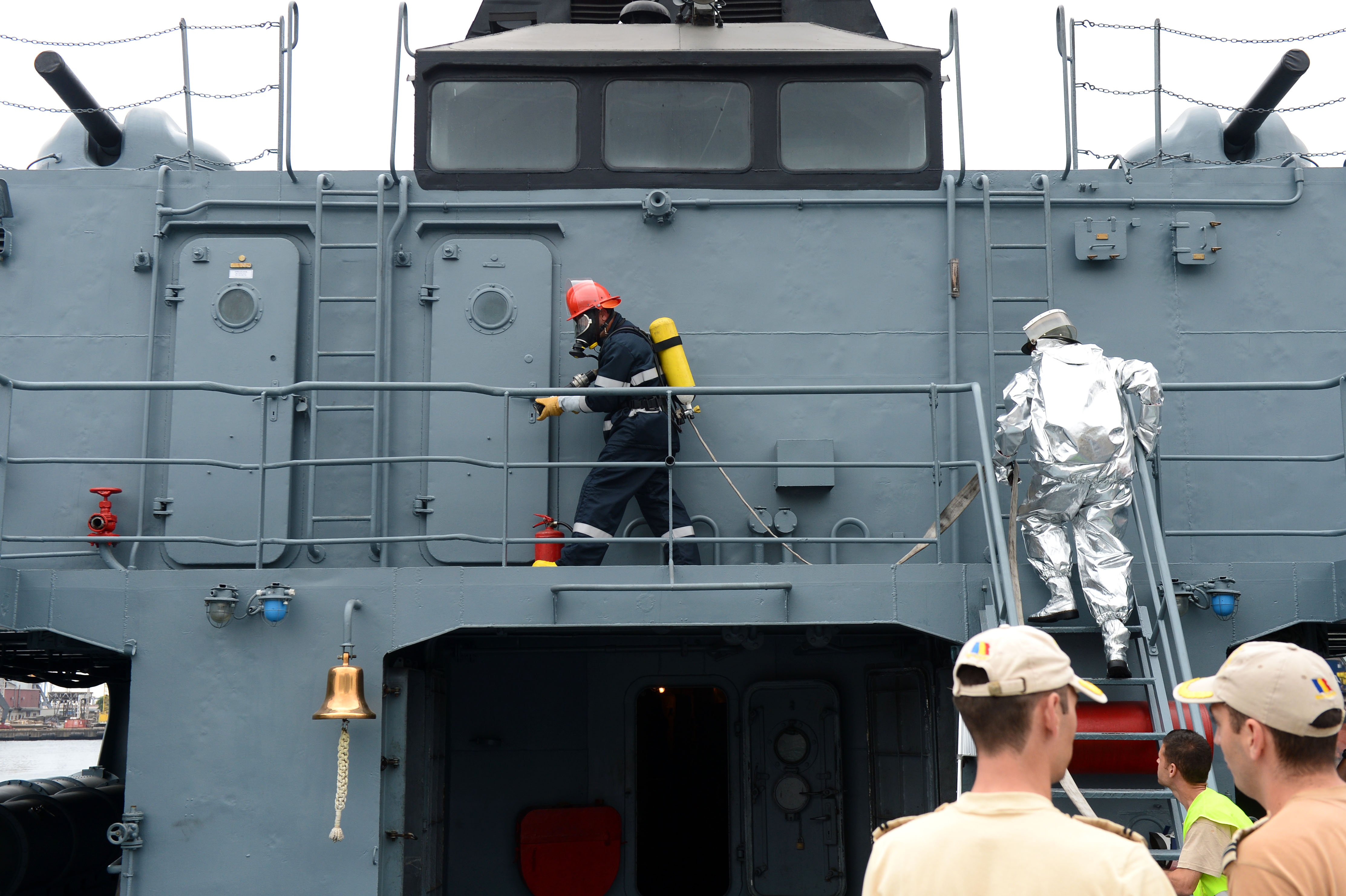
Nadbudówka „CAm. Sebastian” od rufy, z widocznymi działkami AK-306 i stanowiskiem kontroli lotów

Uzbrojenie artyleryjskie składa się z pojedynczej automatycznej armaty uniwersalnej kalibru 76,2 mm AK-176 w wieży na pokładzie dziobowym. Szybkostrzelność wynosi do 120 strz./min, a masa pocisku 5,9 kg. Zestaw obrony bezpośredniej tworzą dwa kierowane radarowo sześciolufowe działka plot. kalibru 30 mm AK-630 systemu Gatlinga. Uzupełniają je dwa sześciolufowe działka plot. kalibru 30 mm uproszczonego modelu AK-306. Działka AK-630 są umieszczone na nadbudówce po obu stronach masztu, a działka AK-306 po obu stronach z tyłu komina. Działka obu modeli mają szybkostrzelność do 3000 strz./min i zasięg do 2 km. Ogniem artylerii kieruje radar Wympieł.
Broń podwodną stanowią cztery wyrzutnie torpedowe DTA-53-1124 kalibru 533 mm w dwóch dwururowych obrotowych aparatach. Umieszczone są na pokładzie górnym na burtach w części rufowej w wycięciach nadbudowy. Okręty zabierały cztery radzieckie torpedy 53-65K, samonaprowadzające się w śladzie torowym, o zasięgu do 25 km i masie głowicy 300 kg. Marynarka rumuńska podaje, że wyrzutnie służą do wystrzeliwania torped przeciw okrętom podwodnym. Strzelaniem torpedowym kieruje radziecki system Buria.
Do zwalczania okrętów podwodnych służą dwie dwunastoprowadnicowe wyrzutnie rakietowych bomb głębinowych RBU-6000, o donośności do 6000 m, umieszczone na piętrze nadbudowy dziobowej przed sterówką. Fregaty przenoszą zapas 64 rakietowych bomb głębinowych RGB-60.
Możliwości zwalczania okrętów podwodnych zwiększa możliwość bazowania śmigłowca IAR-316B, z lądowiskiem na rufie (licencyjny francuski Aérospatiale Alouette III). Okręty nie posiadają jednak hangaru i są przystosowane jedynie do czasowego bazowania na nich śmigłowca.

### Sensory i wyposażenie
Wyposażenie radioelektroniczne składało się z systemów produkcji radzieckiej, przestarzałych już w chwili wejścia do służby. Stanowi je przede wszystkim radar dozoru ogólnego MR-302. Jego maksymalny zasięg określany jest na 98 km w stosunku do celów powietrznych i 30 km w stosunku do okrętów. Antena umieszczona była na szczycie masztu. Okręty wyposażone były ponadto w radar artyleryjski Wympieł, umieszczony na dachu nadbudówki dziobowej. Do celów nawigacyjnych służył radar Najada.
Do wykrywania okrętów podwodnych służyła stacja hydrolokacyjna średniej częstotliwości MG-322 z anteną w opływce podkilowej. Wyposażenie stanowił ponadto system rozpoznania radiotechnicznego SM-2 (w kodzie NATO Watch Dog) oraz system identyfikacji swój-obcy. Do walki radioelektronicznej służą dwie wyrzutnie celów pozornych PK-16, umieszczone po obu stronach komina.

### Napęd
Napęd stanowią cztery silniki wysokoprężne 61D. Ich moc wynosi po 3285 KM (łącznie 13 140 KM). Silniki napędzają cztery śruby, w tym zewnętrzne o zmiennym skoku, a środkowe o stałym. Siłownię zachowano z poprzedniego typu korwet, w którym silniki umieszczone w przedniej maszynowni napędzają zewnętrzne śruby, a w tylnej – wewnętrzne. Takie rozwiązanie napędu, z silnikami napędzającymi osobne śruby, nie było optymalne, lecz zostało wymuszone zapewne z uwagi na dostępność silników przy braku odpowiednich przekładni.
Napęd zapewnia osiąganie prędkości maksymalnej 23,4 węzła. Prędkość ekonomiczna wynosi 19 węzłów. Zasięg pływania z prędkością 11 węzłów wynosi 1100 mil morskich.

## Służba
Pierwszy z okrętów wszedł do służby pod koniec 1989 roku, równolegle z odprężeniem po zimnej wojnie, obaleniem komunizmu i przemianami politycznymi w Rumunii, prowadzącymi do wprowadzenia demokracji i integracji kraju z Zachodem, a drugi dołączył do niego w 1997 roku. Obie fregaty brały udział od połowy lat 90. w międzynarodowych ćwiczeniach na Morzu Czarnym z państwami regionu oraz sojuszu NATO w ramach programu Partnerstwo dla Pokoju. Wchodziły w skład 79 Dywizjonu Fregat, a od 3 sierpnia 1998 roku 50 Dywizjonu Fregat, przemianowanego 25 listopada 2003 roku na 50 Dywizjon Korwet (Divizionul 50 Corvete), co wiązało się ze zmianą klasyfikacji okrętów. W latach 2001–2013 uczestniczyły też w rejsach międzynarodowego zespołu okrętów państw czarnomorskich BLACKSEAFOR.